# La Cierva
La Cierva è un comune spagnolo di 44 abitanti situato nella comunità autonoma di Castiglia-La Mancia.